# الحزب الشيوعي الأرمني (الاتحاد السوفيتي)
الحزب الشيوعي الأرمني (بالأرمنية: Հայաստանի կոմունիստական կուսակցություն)‏، (بالروسية: Коммунистическая партия Армении)‏ كان فرعًا من الحزب الشيوعي للاتحاد السوفيتي داخل أرمينيا الاشتراكية السوفيتية، وعلى هذا النحو، كان الحزب الحاكم الوحيد في أرمينيا السوفيتية.

## تاريخ
تأسس اتحاد الديمقراطيين الاجتماعيين الأرمن عام 1902. وانقسم إلى فصيل بلشفي ومنشفي. أصبح الفصيل البلشفي الحزب الشيوعي الأرميني في عام 1920. واتهم العديد من قادتها بأنهم التروتسكيين أو طاشناقيين وأعدموا في عام 1937.

### الانحلال والخلافة
تم حلها في عام 1991، وأنشأت قيادتها الحزب الديمقراطي الأرميني. في العام نفسه، تأسس الحزب الشيوعي الأرمني الجديد بقيادة سيرجي باداليان، الذي اعتبر نفسه خليفة الحزب الشيوعي الأرمني السوفيتي.